# فرات بن إبراهيم الكوفي
الشيخ أبو القاسم فرات بن إبراهيم بن فرات الكوفي (352 هـ)، هو مفسِّر مسلم من أهل القرن الثالث الهجري. وتكتنف شخصية الكوفي بعض الغموض، فلم يؤكد أحد مذهبه، فمنهم من نسبه للزيديَّة، ومنهم من نسبه للشيعة الإماميَّة، ومنهم من ذهب إلى أنَّه كان من الزيديَّة في بادئ أمره، ثم رجع عن الزيديَّة إلى الشيعة الإثنا عشريَّة. وعلى العموم فإنَّ تفسير الكوفي ومروياته معتبرة ومتعمدة عند الشيعة الإثنا عشرية على نحو الإجمال، وقد تطرَّق محمد باقر المجلسي لذلك في بحار الأنوار فقال: «وتفسير فرات وإن لم يتعرض الأصحاب لمؤلفه بمدح ولا قدح، لكن كون أخباره موافقة لما وصل إلينا من الأحاديث المعتبرة وحسن الضبط في نقلها مما يعطى الوثوق بمؤلفه وحسن الظن به».

## أساتذته
لقد نقل فرات الرواية عما يناهز المائة من مشايخ الرواية، منهم:
| - الحسين بن سعيد الكوفي الأهوازي. - الحسن بن سعيد الكوفي الأهوازي. - إبراهيم بن أحمد بن عمر الهمداني. | - إبراهيم بن بنان الخثعمي. - جعفر بن محمد الأزدي. - حسين بن الحكم الحبري. |

## تلامذته
من تلامذته:
| - أبو القاسم العلوي. - عبد الرحمن بن محمد الحسيني. - أبو الحسن محمد بن أحمد بن الوليد. | - حسين بن محمد بن فرزدق الفزاري. - محمد بن حسن بن سعيد الهاشمي. - عبيد بن كثير العامري. |

## مؤلفاته
- تفسير القرآن. ذكره آغا بزرگ الطهراني في الذريعة ذاكراً أنه قد «أكثر فيه من الرواية عن الحسين بن سعيد الكوفي الأهوازي»، ثم ذكر أحوال الكوفي بشيء من التفصيل.[4]